# Bellange (Moselle)
Pour les articles homonymes, voir Bellange.
Bellange est une commune française située dans le département de la Moselle, en région Grand Est.

## Géographie

### Communes limitrophes
| Marthille | Achain   |            |
| Bréhain   | Bellange | Haboudange |
|           | Dalhain  |            |

### Hydrographie
La commune est située dans le bassin versant du Rhin au sein du bassin Rhin-Meuse. Elle est drainée par le ruisseau de Bellange et le ruisseau de Dalhain.

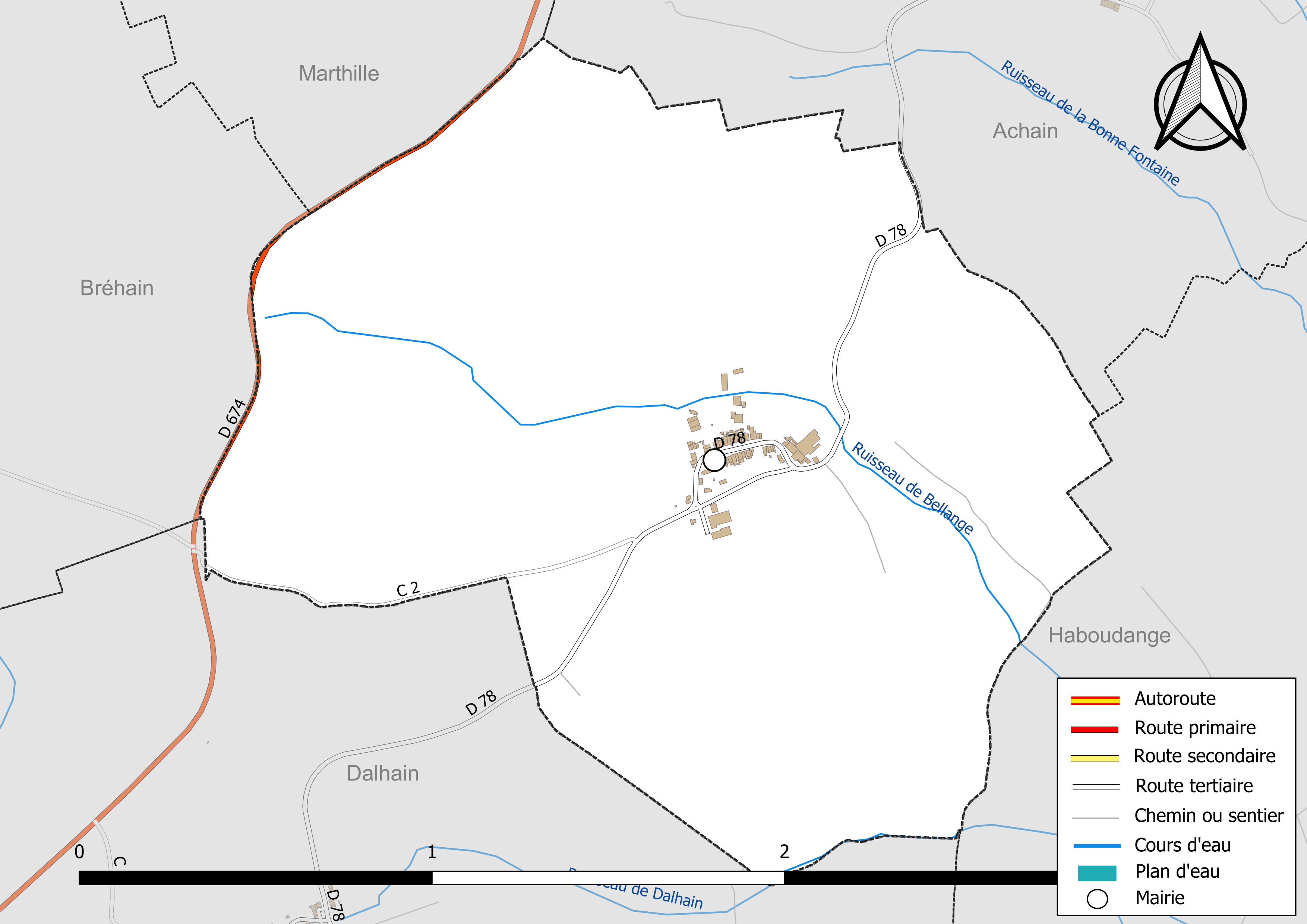
Réseaux hydrographique et routier de Bellange.

### Climat
Pour des articles plus généraux, voir Climat du Grand Est et Climat de la Moselle.
En 2010, le climat de la commune est de type climat des marges montargnardes, selon une étude du Centre national de la recherche scientifique s'appuyant sur une série de données couvrant la période 1971-2000. En 2020, Météo-France publie une typologie des climats de la France métropolitaine dans laquelle la commune est exposée à un climat semi-continental et est dans la région climatique  Lorraine, plateau de Langres, Morvan, caractérisée par un hiver rude (1,5 °C), des vents modérés et des brouillards fréquents en automne et hiver. 
Pour la période 1971-2000, la température annuelle moyenne est de 9,8 °C, avec une amplitude thermique annuelle de 17 °C. Le cumul annuel moyen de précipitations est de 807 mm, avec 11,7 jours de précipitations en janvier et 9,2 jours en juillet. Pour la période 1991-2020, la température moyenne annuelle observée sur la station météorologique de Météo-France la plus proche, « Lesse_sapc », sur la commune de Lesse à 9 km à vol d'oiseau, est de 10,7 °C et le cumul annuel moyen de précipitations est de 694,0 mm. 
La température maximale relevée sur cette station est de 40 °C, atteinte le 25 juillet 2019 ; la température minimale est de −20,7 °C, atteinte le 20 décembre 2009,,. 
Les paramètres climatiques de la commune ont été estimés pour le milieu du siècle (2041-2070) selon différents scénarios d'émission de gaz à effet de serre à partir des nouvelles projections climatiques de référence DRIAS-2020. Ils sont consultables sur un site dédié publié par Météo-France en novembre 2022.

## Urbanisme

### Typologie
Au 1er janvier 2024, Bellange est catégorisée commune rurale à habitat dispersé, selon la nouvelle grille communale de densité à sept niveaux définie par l'Insee en 2022.
Elle est située hors unité urbaine. Par ailleurs la commune fait partie de l'aire d'attraction de Morhange, dont elle est une commune de la couronne,. Cette aire, qui regroupe 22 communes, est catégorisée dans les aires de moins de 50 000 habitants,.

### Occupation des sols
L'occupation des sols de la commune, telle qu'elle ressort de la base de données européenne d’occupation biophysique des sols Corine Land Cover (CLC), est marquée par l'importance des territoires agricoles (100 % en 2018), une proportion identique à celle de 1990 (100 %). La répartition détaillée en 2018 est la suivante : 
terres arables (54,9 %), prairies (31,5 %), zones agricoles hétérogènes (13,5 %). L'évolution de l’occupation des sols de la commune et de ses infrastructures peut être observée sur les différentes représentations cartographiques du territoire : la carte de Cassini (XVIIIe siècle), la carte d'état-major (1820-1866) et les cartes ou photos aériennes de l'IGN pour la période actuelle (1950 à aujourd'hui).

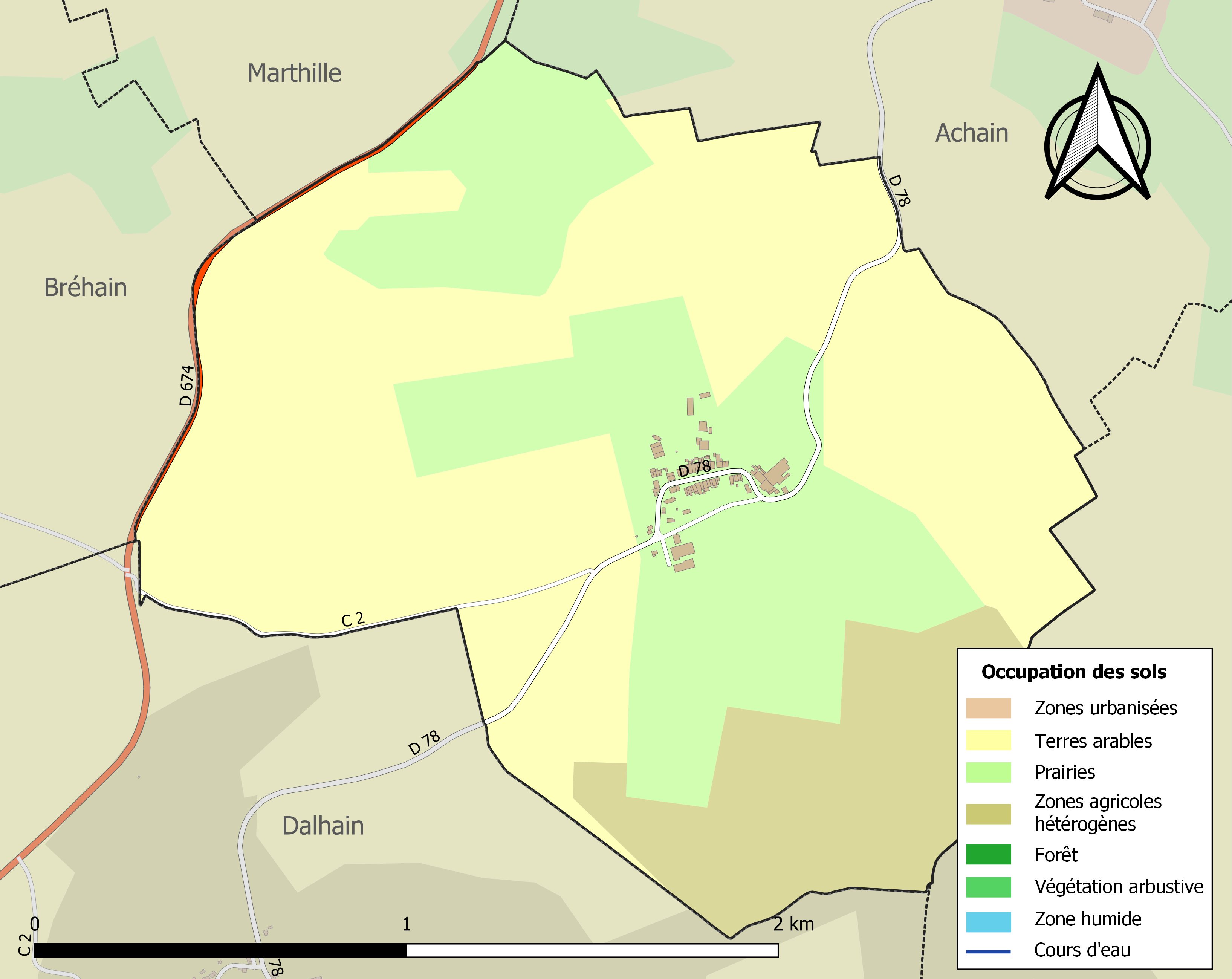
Carte des infrastructures et de l'occupation des sols de la commune en 2018 (CLC).

## Toponymie
- D'un nom de personne germanique Betilo[13] ou Billo[14] suivi du suffixe -ing francisé en -ange.
- Billange (1274)[14], Billingen (1303[14] & 1362[15]), Billinguen (1361)[15], Billanges (1349)[13], Belanges (XVIe siècle)[16], Bellange ou Blanche (1756)[16], Bellange (1793), Böllingen (1871-1918 et 1940-1944).

## Histoire
- Importante activité templière sous la protection des ducs de Lorraine : construction d'une église romane.
- Les dîmes de la commune revinrent à l'abbaye de Neumunster jusqu'au XVIe siècle, puis aux comtes de Nassau et, au XVIIe siècle, à la collégiale Saint-Etienne de Vic.
- Déclin et diminution démographique depuis le XIXe siècle.
- en 1858 la ville était dans le département de la Meurthe

## Politique et administration
| Période                                  | Période   | Identité         | Étiquette | Qualité |
| ---------------------------------------- | --------- | ---------------- | --------- | ------- |
| Les données manquantes sont à compléter. |           |                  |           |         |
| mars 1989                                | mars 2001 | Bernard Leroy    |           |         |
| mars 2001                                | ?         | Daniel Heydt     |           |         |
| mai 2020                                 | En cours  | Marcel Campadieu |           |         |

## Démographie
L'évolution du nombre d'habitants est connue à travers les recensements de la population effectués dans la commune depuis 1793. Pour les communes de moins de 10 000 habitants, une enquête de recensement portant sur toute la population est réalisée tous les cinq ans, les populations de référence des années intermédiaires étant quant à elles estimées par interpolation ou extrapolation. Pour la commune, le premier recensement exhaustif entrant dans le cadre du nouveau dispositif a été réalisé en 2006.

En 2022, la commune comptait 57 habitants, en évolution de +3,64 % par rapport à 2016 (Moselle : +0,52 %, France hors Mayotte : +2,11 %).
| 1793 | 1800 | 1806 | 1821 | 1831 | 1836 | 1841 | 1846 | 1851 |
| ---- | ---- | ---- | ---- | ---- | ---- | ---- | ---- | ---- |
| 188  | 185  | 230  | 237  | 261  | 278  | 265  | 252  | 253  |

| 1856 | 1861 | 1871 | 1875 | 1880 | 1885 | 1890 | 1895 | 1900 |
| ---- | ---- | ---- | ---- | ---- | ---- | ---- | ---- | ---- |
| 242  | 242  | 232  | 212  | 186  | 185  | 174  | 168  | 155  |

| 1905 | 1910 | 1921 | 1926 | 1931 | 1936 | 1946 | 1954 | 1962 |
| ---- | ---- | ---- | ---- | ---- | ---- | ---- | ---- | ---- |
| 178  | 166  | 118  | 118  | 121  | 103  | 76   | 78   | 73   |

| 1968 | 1975 | 1982 | 1990 | 1999 | 2006 | 2011 | 2016 | 2021 |
| ---- | ---- | ---- | ---- | ---- | ---- | ---- | ---- | ---- |
| 66   | 52   | 50   | 35   | 44   | 53   | 58   | 55   | 55   |

| 2022 | - | - | - | - | - | - | - | - |
| ---- | - | - | - | - | - | - | - | - |
| 57   | - | - | - | - | - | - | - | - |

## Culture locale et patrimoine

### Lieux et monuments
- Passage de la voie romaine.
- Ancienne maison des templiers.
- Église Saint-Marcel 1753 : clocher carré roman XIIe siècle ; statues de saint Marcel et de saint Remi en pierre XVe siècle.

### Héraldique
| Blason de Bellange (Moselle) | Blason  |                                                  |
| Blason de Bellange (Moselle) | Détails | Le statut officiel du blason reste à déterminer. |

## Pour approfondir